# Esta es tu vida (álbum de Hombres G)
Esta es tu vida es el sexto álbum de estudio de la banda de rock en español Hombres G grabado en el verano de 1990. Está producido por Hombres G, Juan Muro y Nigel Walker. Se publica al final del verano de ese año.
Los sencillos son: "Esta es tu vida", "Rita", "Estoy pintando tu sonrisa", y "La primavera". Cuenta entre otros con la colaboración de la Orquesta Sinfónica de Londres. El tema "El Rey del Rock 'n' Roll" está grabado en vivo en Atlapa (Panamá) en diciembre de 1989.
Para casi todo el mundo este disco es su obra maestra. Los temas más serios y maduros que ya se atisbaban con el disco anterior en Esta es tu vida son ya una realidad. Disco con muy buena crítica de la prensa especializada que -sin embargo- no funcionó en ventas como se esperaba. En España llegó a vender 150 000 copias, cifra aceptable por sí misma, aunque reducida en comparación con su anterior trabajo.

## Lista de canciones
Todas las letras escritas por David Summers, y toda la música también por él excepto donde se indique.
| Versión LP |                             |                                |          |  |
| N.º        | Título                      | Música                         | Duración |  |
| 1.         | «Esta es tu vida»           | Daniel Mezquita                | 4:30     |  |
| 2.         | «En la arena»               |                                | 3:50     |  |
| 3.         | «El Rey del Rock'n'Roll»    |                                | 3:22     |  |
| 4.         | «Estoy pintando tu sonrisa» |                                | 2:14     |  |
| 5.         | «Sólo al llover»            | David Summers · Rafa Gutiérrez | 5:35     |  |
| 6.         | «No grites mi nombre»       |                                | 3:45     |  |
| 7.         | «Rita»                      |                                | 2:54     |  |
| 8.         | «Tengo hambre»              |                                | 2:53     |  |
| 9.         | «Si alguna vez»             |                                | 3:48     |  |
| 10.        | «La primavera»              |                                | 2:53     |  |
| 11.        | «El tiempo no es mi amigo»  |                                | 3:37     |  |

| Versión CD |                             |          |  |
| N.º        | Título                      | Duración |  |
| 1.         | «Esta es tu vida»           | 4:30     |  |
| 2.         | «En la arena»               | 3:50     |  |
| 3.         | «El Rey del Rock'n'Roll»    | 3:22     |  |
| 4.         | «Voy a hablar con él»       | 2:44     |  |
| 5.         | «Estoy pintando tu sonrisa» | 2:14     |  |
| 6.         | «Sólo al llover»            | 5:35     |  |
| 7.         | «No grites mi nombre»       | 3:45     |  |
| 8.         | «Rita»                      | 2:54     |  |
| 9.         | «Tengo hambre»              | 2:53     |  |
| 10.        | «Si alguna vez»             | 3:48     |  |
| 11.        | «La primavera»              | 2:53     |  |
| 12.        | «Siempre huele a gasolina»  | 4:05     |  |
| 13.        | «El tiempo no es mi amigo»  | 3:37     |  |
| 14.        | «Esta es tu vida - II»      | 2:42     |  |

* La versión en disco compacto añade tres canciones que anteriormente sólo estaban disponibles como lados "b" de los sencillos del álbum.